# Список заслуженных тренеров БССР по классической борьбе
Почётное спортивное звание, присваивалось коллегией Комитета по физкультуре и спорту при Совете Министров БССР в 1960—1991 годах.
Двенадцати тренерам Белорусской ССР по классической борьбе было так же присвоено вышестоящее звание Заслуженный тренер СССР, и только двоим из них перед этим не было присвоено звание Заслуженный тренер БССР: 
- Михаилу Мирскому звание заслуженного тренера СССР было присвоено в 1957 году, за три года до учреждения почетного звания заслуженного тренера республики.
- Иосифу Оборскому, тренеру первого белорусского олимпийского чемпиона по борьбе Олега Караваева, присвоили звание заслуженного тренера республики, но он с возмущением отказался, полагая, что достоин всесоюзного отличия[3], звание заслуженного тренера СССР ему было присвоено только спустя тридцать лет.

## 1960
- Куценко, Алексей Григорьевич

## 1962
- Синдер, Михаил Исакович

## 1963
- Майзельс, Григорий Викторович[4]

## 1965
- Боганов, Аркадий Иосифович

## 1966
- Коршунов, Иван Александрович

## 1967
- Доленко, Михаил Нестерович

## 1971
- Изопольский, Владимир Николаевич
- Козовский, Григорий Абрамович
- Николаенок, Гарри Васильевич
- Чучалов, Николай Иванович
- Васильев А.В.

## 1974
- Коган, Дмитрий Александрович

## 1976
- Дубаневич, Валерий Игнатьевич[вд]

## 1977
- Цимбаревич, Валерий Петрович

## 1980
- Волков А.И.

## 1981
- Шелег, Александр Павлович
- Фишбейн, Ефим Израилевич

## 1982
- Зеленко, Анатолий Филимонович
- Максимович, Вячеслав Александрович
- Худыш, Дмитрий Моисеевич

## 1984
- Егудкин, Борис Зямович
- Ивко, Валентин Сергеевич
- Рудницкий, Василий Исаевич
- Руденков, Виктор Александрович

## 1985
- Воробьев И.А.

## 1986
- Вальчук, Геннадий Павлович
- Дмитриев, Борис Федорович
- Упеньек, Михаил Леонидович
- Фрейдин Б.З.
- Фрейдлин, Владимир Семенович

## 1987
- Дерунов, Валерий Юрьевич

## 1988
- Медведев, Владимир Александрович

## 1991
- Примак, Владимир Иванович
- Баранов, Анатолий Владимирович[вд][5][6]